# ライチュール城

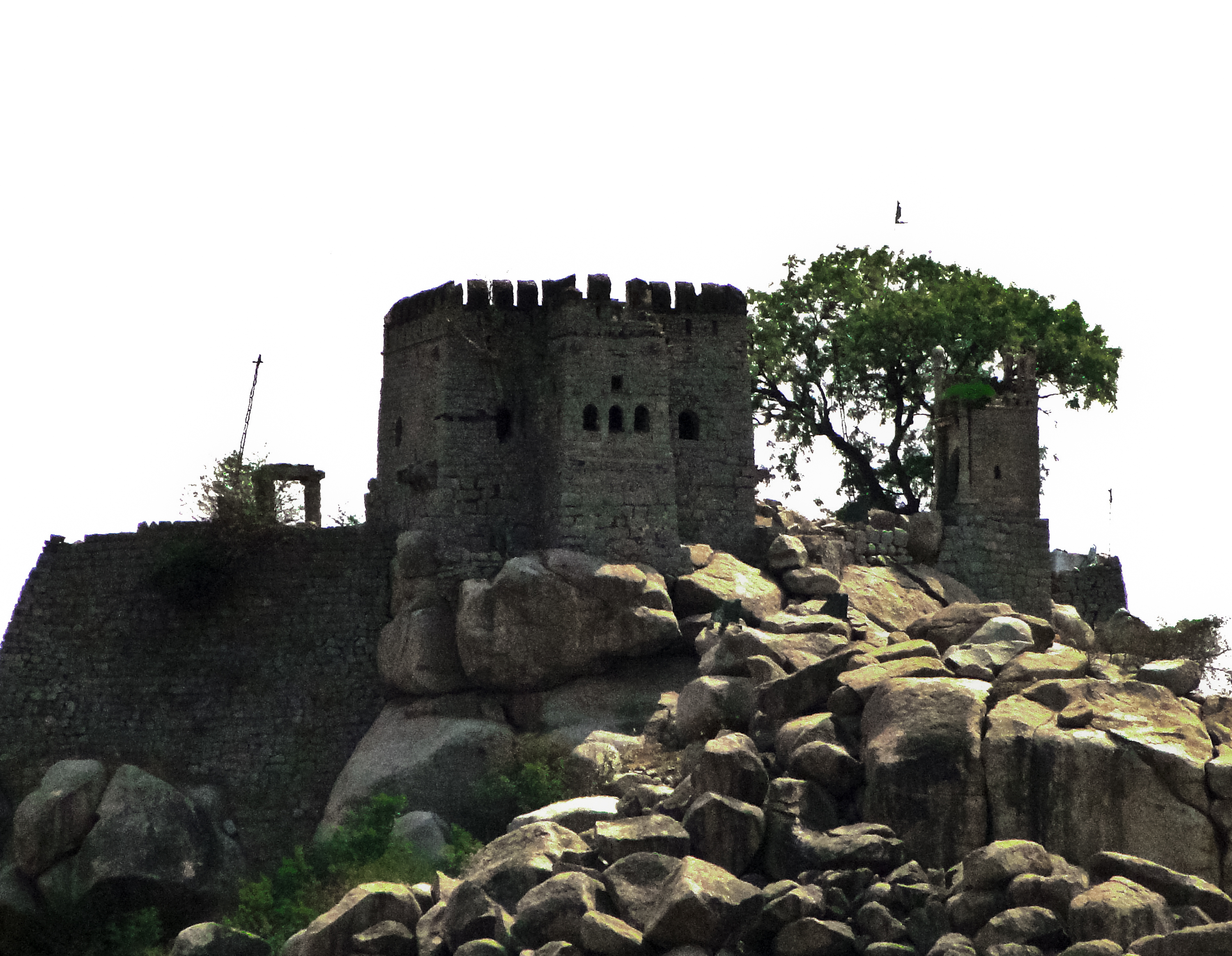
ライチュール城

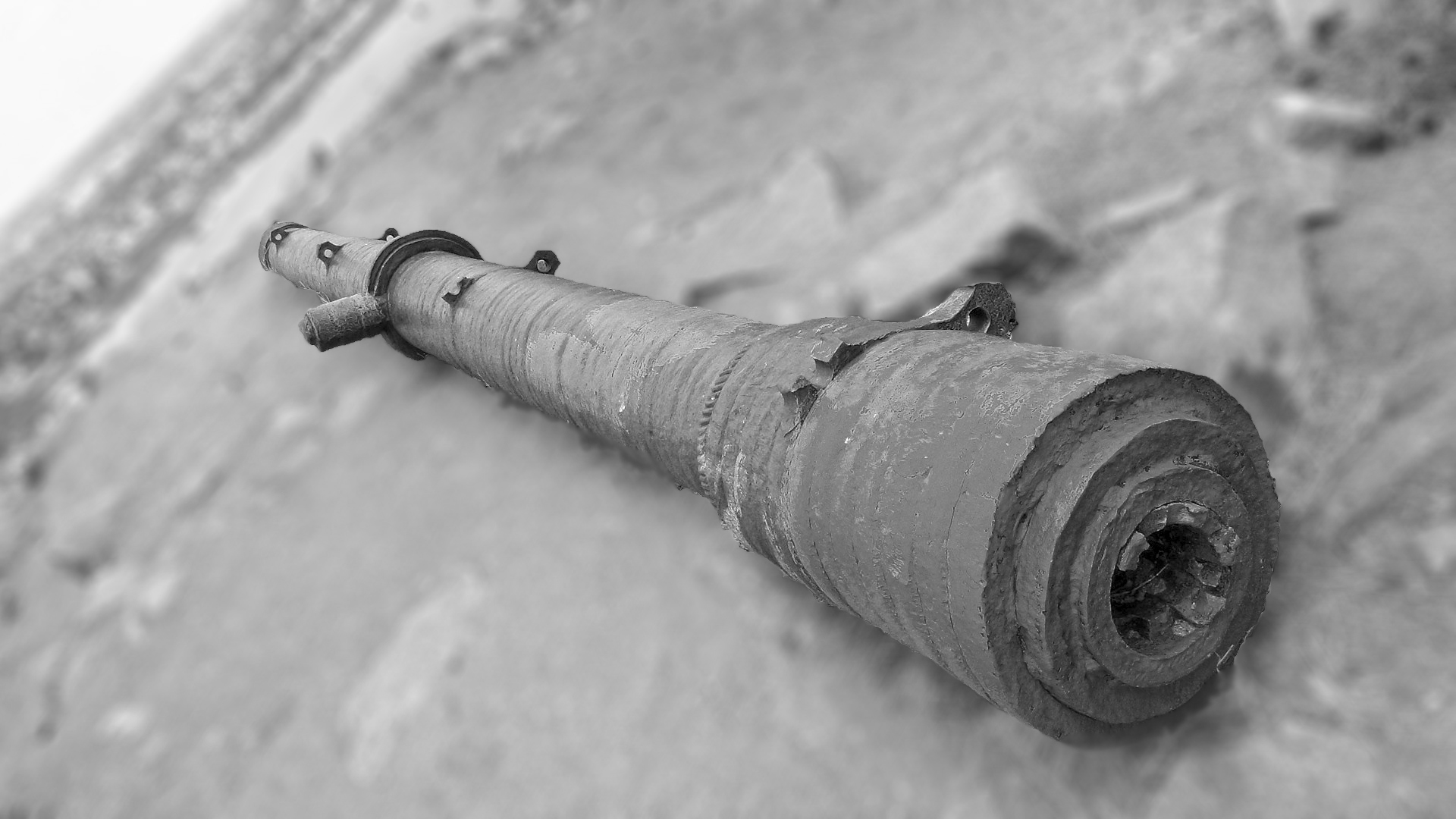
ライチュール城の丘にある大砲

ライチュール城（カンナダ語：ರಾಯಚೂರು ಕೋಟೆ, 英語：Raichur Fort）は、南インドのカルナータカ州、ライチュール県の都市ライチュールにある城塞。ラーヤチュール城とも呼ばれる。

## 歴史
前期チャールキヤ朝の時代、ライチュール城はライチュール地方と呼ばれた地域のライチュールに建設された。ライチュールは古来よりこの地方の重要な都市であり、城はその支配者の代官が駐在していた。
そのため、この地と城の領有をめぐり多くの王朝が争い、後期チャールキヤ朝の支配が終わったのちはカーカティーヤ朝の支配下となり、14世紀からヴィジャヤナガル王国とバフマニー朝が長くその領有を争い、その後はビジャープル王国がこの争いを引き継いだ。
1520年には、ライチュールとライチュール地方をめぐり、ヴィジャヤナガル王国とビジャープル王国の一大決戦が行われた（ライチュールの戦い）。
その後、城は幾度となく王朝の支配が移り変わり、今ではすっかり廃墟となっている。